# Pallavolo Lecco Alberto Picco 2024-2025
Questa voce raccoglie le informazioni riguardanti la Pallavolo Lecco Alberto Picco nelle competizioni ufficiali della stagione 2024-2025.

## Stagione
Nella stagione 2024-25 la Pallavolo Lecco Alberto Picco assume la denominazione sponsorizzata di Orocash Picco Lecco.
Partecipa per la sesta volta, la terza consecutiva, al campionato di Serie A2 terminando il girone A della regular season al nono posto in classifica. Disputa quindi la pool salvezza terminandola al quinto posto che le vale la permanenza nel campionato cadetto.

## Organigramma societario
Area direttiva
- Presidente: Dario Righetti
- Direttore sportivo: Alessandro Alippi
- Team Manager: Giovanni Dossi
- Segreteria generale: Paola Balbiani

Area tecnica
- Allenatore: Gianfranco Milano
- Allenatore in seconda: Federico Belloni
- Scout Man: Salvatore Nicastro
- Coordinatore settore giovanile: Luisella Milani

Area comunicazione
- Responsabile Comunicazione: Stefano Lullia
- Ufficio Stampa: Alice Groppelli

Area sanitaria
- Medico: Renato Maggi

## Rosa
| N° | Nome                | Ruolo | Data di nascita  | Nazionalità sportiva |
| -- | ------------------- | ----- | ---------------- | -------------------- |
| 2  | Noemi Monti         | S     | 2 ottobre 2008   | Italia               |
| 3  | Maia Monaco         | C     | 12 luglio 2006   | Italia               |
| 4  | Giorgia Amoruso     | S     | 18 maggio 2006   | Italia               |
| 5  | Francesca Napodano  | L     | 17 gennaio 1999  | Italia               |
| 6  | Rachele Mainetti    | L     | 17 maggio 2000   | Italia               |
| 7  | Gaia Moroni         | O     | 23 febbraio 2005 | Italia               |
| 8  | Alessia Conti       | O     | 4 maggio 2003    | Italia               |
| 9  | Helena Sassolini    | P     | 14 gennaio 2005  | Italia               |
| 11 | Federica Piacentini | C     | 7 marzo 2001     | Italia               |
| 12 | Carola Casari       | L     | 3 agosto 2006    | Italia               |
| 14 | Martina Ghezzi      | S     | 20 agosto 2001   | Italia               |
| 15 | Princess Atamah     | C     | 1º marzo 2005    | Italia               |
| 16 | Linda Mangani       | S     | 16 febbraio 2000 | Italia               |
| 17 | Arianna Severin     | P     | 15 gennaio 2002  | Italia               |

## Mercato
| Acquisti | Acquisti           | Acquisti             | Acquisti   |
| R.       | Nome               | da                   | Modalità   |
| -------- | ------------------ | -------------------- | ---------- |
| S        | Giorgia Amoruso    | Club Italia          | definitivo |
| C        | Princess Atamah    | Black Angels Perugia | definitivo |
| S        | Martina Ghezzi     | Vallecamonica Sebino | definitivo |
| S        | Linda Mangani      | Montecchio Maggiore  | definitivo |
| C        | Maia Monaco        | Club Italia          | definitivo |
| O        | Gaia Moroni        | FoCoL Legnano        | definitivo |
| L        | Francesca Napodano | Montecchio Maggiore  | definitivo |
| P        | Arianna Severin    | Hermaea              | definitivo |

| Cessioni                               | Cessioni             | Cessioni             | Cessioni   |
| R.                                     | Nome                 | a                    | Modalità   |
| -------------------------------------- | -------------------- | -------------------- | ---------- |
| S                                      | Gaia Badalamenti     | Melendugno           | definitivo |
| L                                      | Alice Barbagallo     | CUS Catania          | definitivo |
| C                                      | Anna Caneva          | Offanengo            | definitivo |
| S                                      | Valentina Cantaluppi | Grotte di Castellana | definitivo |
| C                                      | Matilde Frigerio     | Concorezzo           | definitivo |
| S                                      | Martina Morandi      | UYBA                 | definitivo |
| S                                      | Rachele Nardelli     | Offanengo            | definitivo |
| P                                      | Rebecca Rimoldi      | Alba                 | definitivo |
| S                                      | Aneta Zojzi          | Trentino             | definitivo |
| Trasferimenti nel corso della stagione |                      |                      |            |
| S                                      | Martina Ghezzi       | Vicenza              | definitivo |

## Risultati

### Serie A2

#### Girone di andata
| 1ª Giornata - 6 ottobre 2024 PalaBione, Lecco         | Lecco Picco       | 3 - 0 | Castelfranco         | 25-20, 25-15, 25-22               |
| 2ª Giornata - 13 ottobre 2024 PalaGeorge, Montichiari | Millenium Brescia | 3 - 0 | Lecco Picco          | 25-20, 25-17, 25-20               |
| 3ª Giornata - 20 ottobre 2024 PalaBione, Lecco        | Lecco Picco       | 0 - 3 | Helvia Recina        | 20-25, 25-27, 19-25               |
| 4ª Giornata - 27 ottobre 2024 PalaManera, Mondovì     | Mondovì           | 0 - 3 | Lecco Picco          | 24-26, 25-27, 22-25               |
| 5ª Giornata - 3 novembre 2024 PalaBione, Lecco        | Lecco Picco       | 1 - 3 | Casalmaggiore        | 25-17, 22-25, 18-25, 11-25        |
| 6ª Giornata - 10 novembre 2024 PalaBione, Lecco       | Lecco Picco       | 3 - 1 | Adolfo Consolini     | 15-25, 25-21, 25-22, 25-23        |
| 7ª Giornata - 17 novembre 2024 PalaRescifina, Messina | Sant'Anna         | 3 - 0 | Lecco Picco          | 25-20, 25-14, 25-15               |
| 8ª Giornata - 24 novembre 2024 PalaBione, Lecco       | Lecco Picco       | 2 - 3 | Vallecamonica Sebino | 14-25, 25-22, 25-20, 11-25, 10-15 |
| 9ª Giornata - 29 novembre 2024 PalaRuggi, Imola       | CLAI Imola        | 3 - 0 | Lecco Picco          | 25-20, 25-18, 25-15               |

#### Girone di ritorno
| 10ª Giornata - 8 dicembre 2024 PalaParenti, Santa Croce sull'Arno                | Castelfranco         | 3 - 0 | Lecco Picco       | 25-23, 25-23, 25-9                |
| 11ª Giornata - 15 dicembre 2024 PalaBione, Lecco                                 | Lecco Picco          | 1 - 3 | Millenium Brescia | 22-25, 16-25, 25-21, 21-25        |
| 12ª Giornata - 22 dicembre 2024 PalaFontescodella, Macerata                      | Helvia Recina        | 3 - 0 | Lecco Picco       | 25-20, 25-15, 25-19               |
| 13ª Giornata - 26 dicembre 2024 PalaBione, Lecco                                 | Lecco Picco          | 3 - 0 | Mondovì           | 25-22, 26-24, 25-21               |
| 14ª Giornata - 6 gennaio 2025 PalaRadi, Cremona                                  | Casalmaggiore        | 3 - 1 | Lecco Picco       | 25-22, 23-25, 25-23, 27-25        |
| 15ª Giornata - 12 gennaio 2025 Palazzetto dello Sport, San Giovanni in Marignano | Adolfo Consolini     | 3 - 0 | Lecco Picco       | 25-17, 25-16, 25-21               |
| 16ª Giornata - 19 gennaio 2025 PalaBione, Lecco                                  | Lecco Picco          | 1 - 3 | Sant'Anna         | 25-22, 10-25, 21-25, 21-25        |
| 17ª Giornata - 26 gennaio 2025 Pala CBL, Costa Volpino                           | Vallecamonica Sebino | 3 - 0 | Lecco Picco       | 25-13, 25-23, 25-14               |
| 18ª Giornata - 2 febbraio 2025 PalaBione, Lecco                                  | Lecco Picco          | 2 - 3 | CLAI Imola        | 25-17, 21-25, 25-18, 14-25, 20-22 |

#### Pool salvezza
| 1ª Giornata - 16 febbraio 2025 PalaBione, Lecco                    | Lecco Picco | 3 - 2 | Alba        | 25-18, 20-25, 19-25, 25-19, 15-12 |
| 2ª Giornata - 19 febbraio 2025 PalaCoim, Offanengo                 | Offanengo   | 2 - 3 | Lecco Picco | 25-18, 25-23, 14-25, 24-26, 8-15  |
| 3ª Giornata - 23 febbraio 2025 Palazzetto dello Sport, Vasto       | Altino      | 1 - 3 | Lecco Picco | 20-25, 22-25, 25-22, 16-25        |
| 4ª Giornata - 2 marzo 2025 PalaBione, Lecco                        | Lecco Picco | 3 - 1 | Concorezzo  | 18-25, 25-22, 25-20, 25-23        |
| 5ª Giornata - 9 marzo 2025 Geopalace, Olbia                        | Hermaea     | 3 - 1 | Lecco Picco | 25-20, 25-22, 19-25, 25-15        |
| 6ª Giornata - 16 marzo 2025 Pala Francescucci, Casnate con Bernate | Alba        | 0 - 3 | Lecco Picco | 18-25, 23-25, 22-25               |
| 7ª Giornata - 23 marzo 2025 PalaBione, Lecco                       | Lecco Picco | 3 - 0 | Offanengo   | 25-15, 25-21, 25-19               |
| 8ª Giornata - 30 marzo 2025 PalaBione, Lecco                       | Lecco Picco | 3 - 1 | Altino      | 25-20, 24-26, 25-21, 25-22        |
| 9ª Giornata - 6 aprile 2025 Palazzetto dello Sport, Concorezzo     | Concorezzo  | 1 - 3 | Lecco Picco | 17-25, 18-25, 25-21, 12-25        |
| 10ª Giornata - 13 aprile 2025 PalaBione, Lecco                     | Lecco Picco | 3 - 0 | Hermaea     | 25-19, 25-23, 25-18               |

## Statistiche

### Statistiche di squadra
| Competizione | Punti | In casa | In casa | In casa | In trasferta | In trasferta | In trasferta | Totale | Totale | Totale |
| Competizione | Punti | G       | V       | P       | G            | V            | P            | G      | V      | P      |
| ------------ | ----- | ------- | ------- | ------- | ------------ | ------------ | ------------ | ------ | ------ | ------ |
| Serie A2     | 39    | 14      | 8       | 6       | 14           | 5            | 9            | 28     | 13     | 15     |
| Totale       | -     | 14      | 8       | 6       | 14           | 5            | 9            | 28     | 13     | 15     |

G = partite giocate; V = partite vinte; P = partite perse 

### Statistiche dei giocatori
| Giocatore     | Serie A2 | Serie A2 | Serie A2 | Serie A2 | Serie A2 | Totale | Totale | Totale | Totale | Totale |
| Giocatore     | P        | PT       | AV       | MV       | BV       | P      | PT     | AV     | MV     | BV     |
| ------------- | -------- | -------- | -------- | -------- | -------- | ------ | ------ | ------ | ------ | ------ |
| G. Amoruso    | 28       | 426      | 368      | 24       | 34       | 28     | 426    | 368    | 24     | 34     |
| P. Atamah     | 28       | 240      | 175      | 59       | 6        | 28     | 240    | 175    | 59     | 6      |
| C. Casari     | 22       | 1        | 1        | 0        | 0        | 22     | 1      | 1      | 0      | 0      |
| A. Conti      | 22       | 116      | 93       | 12       | 11       | 22     | 116    | 93     | 12     | 11     |
| M. Ghezzi     | 6        | 45       | 36       | 7        | 2        | 6      | 45     | 36     | 7      | 2      |
| R. Mainetti   | 13       | 0        | 0        | 0        | 0        | 13     | 0      | 0      | 0      | 0      |
| L. Mangani    | 25       | 294      | 255      | 17       | 22       | 25     | 294    | 255    | 17     | 22     |
| M. Monaco     | 17       | 30       | 23       | 5        | 2        | 17     | 30     | 23     | 5      | 2      |
| N. Monti      | 4        | 16       | 15       | 1        | 0        | 4      | 16     | 15     | 1      | 0      |
| G. Moroni     | 27       | 192      | 149      | 26       | 17       | 27     | 192    | 149    | 26     | 17     |
| F. Napodano   | 27       | 0        | 0        | 0        | 0        | 27     | 0      | 0      | 0      | 0      |
| F. Piacentini | 26       | 171      | 114      | 44       | 13       | 26     | 171    | 114    | 44     | 13     |
| H. Sassolini  | 26       | 52       | 32       | 7        | 13       | 26     | 52     | 32     | 7      | 13     |
| A. Severin    | 9        | 0        | 0        | 0        | 0        | 9      | 0      | 0      | 0      | 0      |

P = presenze; PT = punti totali; AV = attacchi vincenti; MV = muri vincenti; BV = battute vincenti